# جايسون ريتشي
جايسون ريتشي (بالإنجليزية: Jason Ricci)‏ هو مغني أمريكي، ولد في 3 فبراير 1974 في بورتلاند في الولايات المتحدة.

## وصلات خارجية
- الموقع الرسمي
- جايسون ريتشي على موقع ميوزك برينز (الإنجليزية)
- جايسون ريتشي على موقع أول ميوزيك (الإنجليزية)
- جايسون ريتشي على موقع ديسكوغز (الإنجليزية)